# Macrotyphula tremula
Macrotyphula tremula är en svampart som beskrevs av Berthier 1974. Macrotyphula tremula ingår i släktet Macrotyphula och familjen trådklubbor.   Inga underarter finns listade i Catalogue of Life.